# سباستيان موركيو
سباستيان موركيو (بالإسبانية: Sebastián Morquio)‏ هو لاعب كرة قدم أوروغواياني في مركز الدفاع، ولد في 22 يناير 1976 في مونتيفيديو في الأوروغواي. لعب مع أتليتيكو رافائيلا وأليانزا ليما وأورالان إليستا وديبورتيفو إسبانول وكوريكو يونيدو ومونتيفيديو واندررز وناسيونال مونتيفيديو وهوراكان.

## وصلات خارجية
- سباستيان موركيو على موقع قاعدة بيانات كرة القدم.إي يو (الإنجليزية)
- سباستيان موركيو على موقع Soccerway.com (الإنجليزية)